# St. Georg (Kleinpienzenau)

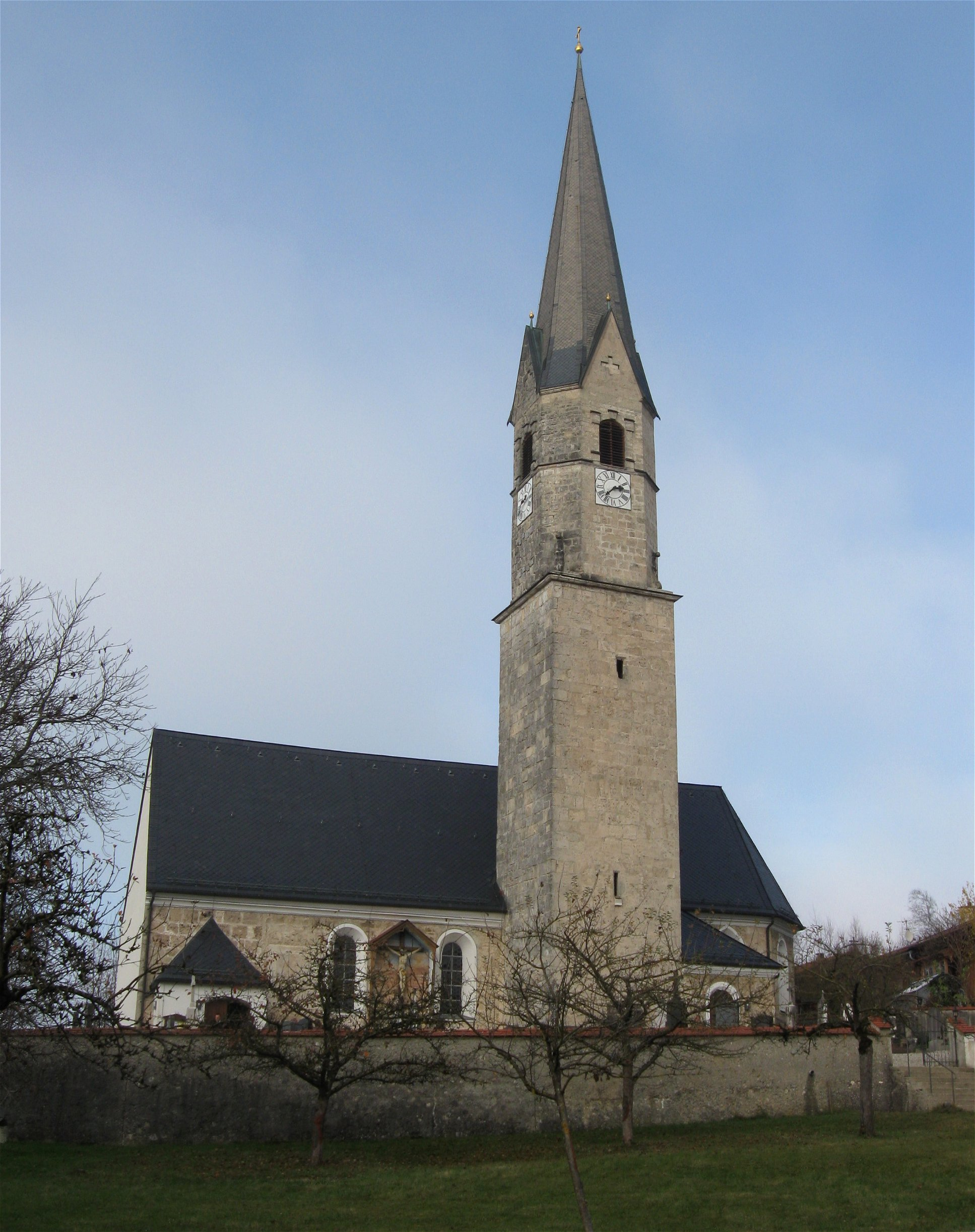
St. Georg in Kleinpienzenau

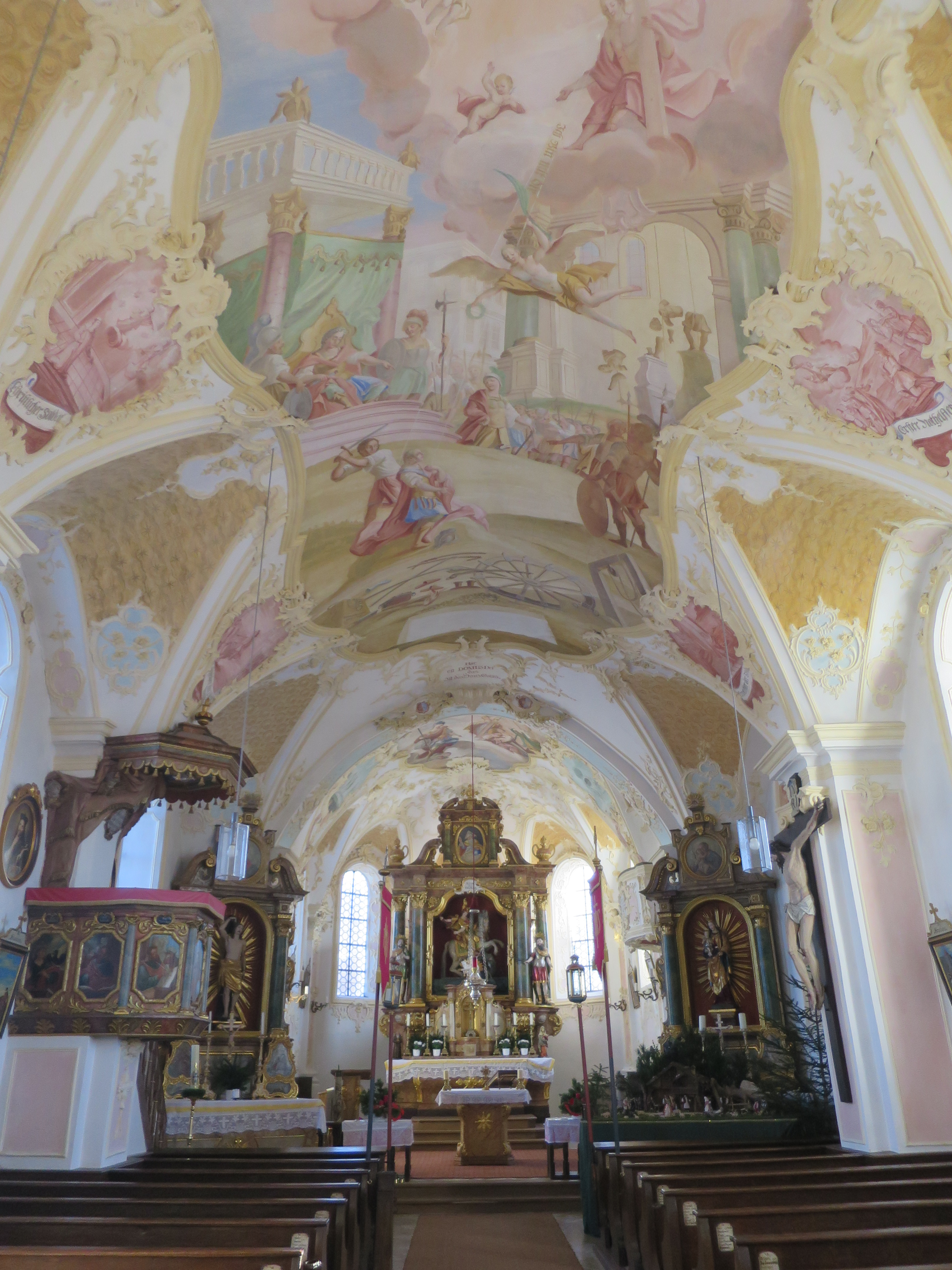
Innenraum

Die römisch-katholische Filialkirche St. Georg steht in Kleinpienzenau, einem Gemeindeteil von Weyarn im oberbayerischen Landkreis Miesbach. Sie ist in der Liste der Baudenkmäler in Weyarn als Baudenkmal unter der Nr. D-1-82-137-62 eingetragen. Die Filialkirche gehört zum Pfarrverband Weyarn im Dekanat Miesbach des Erzbistums München und Freising.

## Beschreibung
Die gotische Saalkirche wurde im 15. Jahrhundert aus Quadermauerwerk errichtet. Sie besteht aus dem Langhaus, das bei der barocken Umgestaltung 1766 nach Westen verlängert wurde und seitdem vier Joche aufweist, sowie dem eingezogenen, dreiseitig geschlossenen Chor im Osten und dem Chorflankenturm an der Südwand des Chors. Die Sakristei befindet sich als Vorbau in der Südostecke von Turm und Chor. Der Turm wurde 1875 mit zwei achteckigen Geschossen aufgestockt, das obere für die Glocken, das untere für die Turmuhr. Darauf sitzt ein spitzer Helm.
Der Innenraum ist mit einem Stichkappengewölbe überspannt. Nach Abnahme der gotischen Gewölberippen wurde Stuck eingebracht. Der Hochaltar von 1761 mit der Darstellung des Drachentöters  Georg auf dem Altarretabel wird von den Wetterheiligen Johannes und Paulus flankiert.